# FV433 Abbot
FV433 Abbot (або Gun Equipment 105mm L109 (Abbot)) — британська самохідна артилерійська установка калібру 105 мм.
Установка має шасі бронемашин серії FV430, і башту з 105 мм гарматою із позначенням FV433.

## Розробка

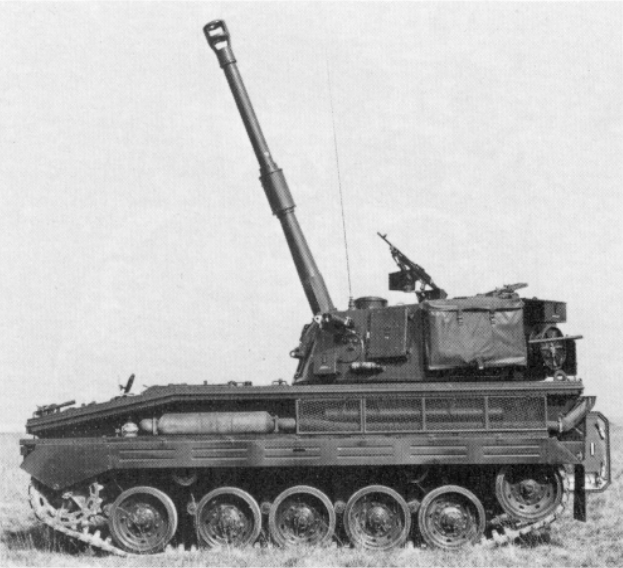

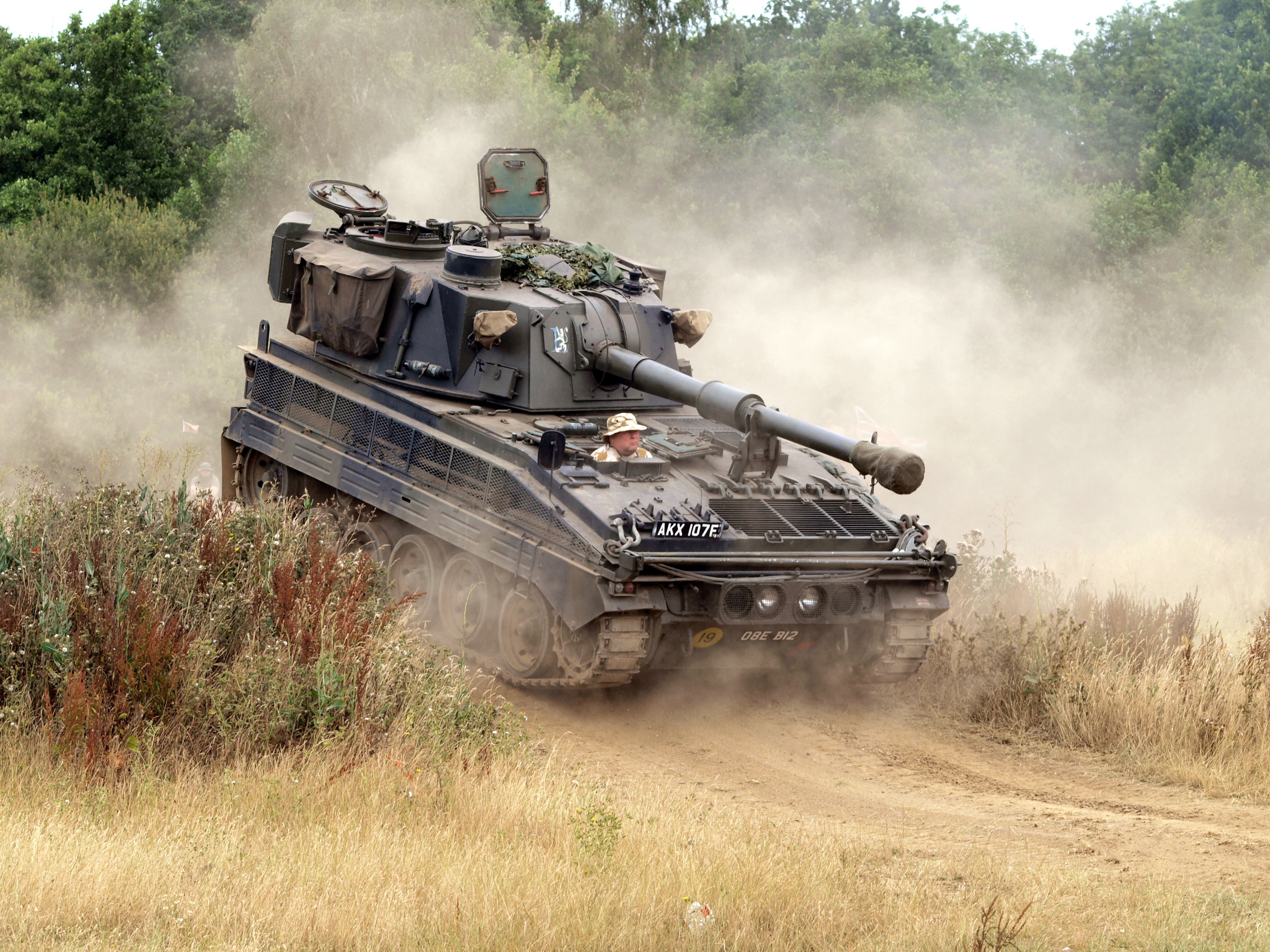

Правильна назва була «Gun Equipment 105mm L109 (Abbot)»; позначення L109 мало використовували, мабуть щоб не плутати з 155 мм M109 яка була прийнята на озброєння армією Великої Британії у той же час. Назва «Abbot» пішла від самохідної артилерійської установки часів Другої світової війни. FV433 мала іншу конфігурацію силової установки на відміну від інших машин серії FV430.

### Озброєння
Для САУ було розроблено повністю нове сімейство озброєння, яке включало заряди, детонатори та снаряди, призначені для польової гармати 105 мм L13 (105 mm Fd), яка була розроблена для САУ Abbot. Гармата використовувала електричне запалювання капсуля замість ударного, і була схожа на американську гармату 105 мм M1 яка мала більший снаряд. Поширений на британській службі американський снаряд M1 мав позначення «105 mm How». Гармата 105 мм Fd мала два варіанти, обидва з роздільним заряджанням. Спочатку використовували гармату 105 мм Fd Mk 1, вона мала британський снаряд 105 мм Howl, який мав американські детонатори і зменшений метальний заряд з електричним капсулем (105 мм M1 мав ударний капсуль).
Гармата Mark 2 мала нову конструкцію снаряда яка включала в себе покращений фугасний снаряд (важчий за звичайні фугасні снаряди) з повним метальним зарядом. Боєкомплект включав фугасні, димові, кольорові маркери (червоний та помаранчевий), освітлювальні та бронебійно-фугасні снаряди для ведення прямого вогню по бронетехніці противника. Для фугасних снарядів і кольорових маркерів використовували детонатори прямої дії, контрольовані зі змінним часом та механічним визначенням часу.
Спочатку існувало три снаряди. Субзони 1 та 2 використовували лише при стрільбі на ближні дистанції під високим кутом і були скоро замінені пластиковими спойлерами які надівалися на оживальний снаряд. Звичайний британський снаряд мав від 1 до 5 зарядів різного кольору, снаряд Mk 1 мав лише 4 заряди. Обидва варіанти мали заряд Super, з одним зарядом, також Mk 1 мав зменшений заряд. Заряди 5 та Super використовували збільшені «мішки», які виходили за межі металевої гільзи. Гармата 105 мм Fd використовує подвійну (за міжнародною класифікацією потрійну) базу для метального заряду під назвою N, який використовували на британській службі, замість одинарного метального заряду на основі FNH, який використовують у США. 105 мм Fd Mk 2 до сих пір використовується у L118 Light Gun.

### Гармата
Максимальна дальність стрільби гармати 105 мм Fd Mk 1 становила 15 км, у Mk 2 — 17,4 км. Швидкострільність становила 6–8 пострілів за хвилину.
Кут підвищення гармати становив 70 градусів і кут нахилу -5 градусів, достатній для атаки ворожих БТРів за необхідності. Обертання башти та заряджання гільзи відбувалося електричними сервоприводами, підвищення та заряджання снаряду відбувалося вручну.
Через великий боєзапас і компактну башту САУ Abbot не мала каліброваних прицілів. Замість прицілу САУ мала Tangent Elevation (Тангенсне Підвищення) і шкалу кута прицілювання, а також окремі Правила Гармати для перетворення діапазону у Tangent Elevation, з поправкою на зміну дулової швидкості від стандартної. Циферблатний приціл усередині мав всі шкали, підсвічені та окуляр для перегляду.

### Зв'язок
Abbot мав дротовий та радіо зв'язок (Larkspur B48 потім Clansman UK/PRC 352) з центральним артилерійським постом, який використовував Apparatus Loud Speaking No. 23, це дозволяло передавати дані лише на першу гармату, а командиру цієї гармати достатньо було утримувати кнопку передавача для передачі даних на інші САУ. Спочатку для спілкування екіпажу використовували індукційну петлю.
Після введення на початку 1970—х в експлуатацію комп'ютерного обладнання польової артилерії було прибрано Гарматні Правила та встановлено Систему передачі даних артилерійської зброї. Система передавала накази з даними про ведення вогню з командного посту по телефонній лінії або по радіо.

### Мобільність
САУ Abbot могла плавати для чого мала екран плавучості, який встановлювали навколо корпусу і піднімали для збільшення плавучості. Машина рухалася по воді за допомогою обертання гусениць зі швидкістю 3 вузли . Кожний Abbot підтримував амфібійний Stalwart Mk 2 High Mobility Load Carrier який перевозив додатковий боєзапас.

## Служба
У середині 1990-х САУ Abbot у британській армії була замінена на САУ AS-90. Вона досі знаходиться на озброєнні індійської армії, хоча вони шукають їй заміну. Нема жодних даних про використання САУ Abbot у бою.

## Боєприпаси
105mm Field Mark 1

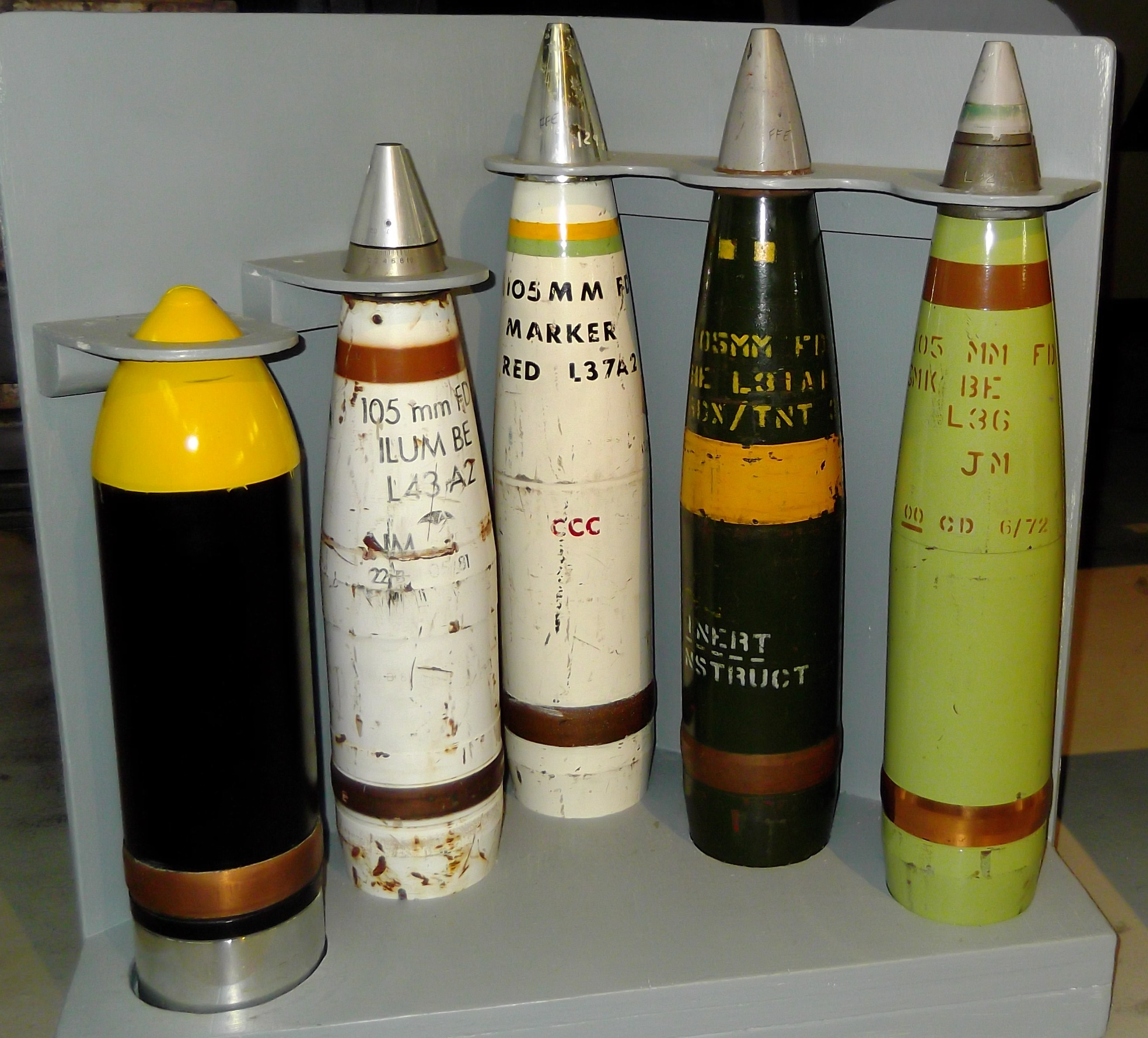
?, L43A2, L37A2, L31A1, L36

- L32 Cartridge 105mm Field, Normal (Charges 1–4)
- L34 Cartridge 105mm Field, (Charge Super)
- L33 Shell 105mm Howitzer, HE
- L32 Shell 105mm Howitzer, WP
- L51 Shell 105mm Howitzer, Smoke
- L55 Shell 105mm Howitzer, Illuminating
- L43 Shell 105mm Howitzer, HESH
- L44 Shell 105mm Howitzer, Practice

105mm Field Mark 2
- L35 Cartridge 105mm Field, Normal (Charges 1–5)
- L36 Cartridge 105mm Field, Super
- L31 Shell 105mm Field, HE
- L36 Shell 105mm Field, Smoke
- L37 Shell 105mm Field, Marker, Red
- L38 Shell 105mm Field, Marker, Orange
- L34 Shell 105mm Field, Illuminating
- L42 Shell 105mm Field, HESH
- L41 Shell 105mm Field, Practice

## Варіанти
Спрощені Value Engineered Abbot були без екрану плавучості, без приладів захисту від ЗМУ, без силового траверса, підвищення або заряджання, мали спрощені циферблатний приціл та засоби зв'язку. Поставлялися до індійської армії для використання у протитанкових підрозділах. Мала частина була придбана британцями для використання на тренувальному британської армії Саффілд (BATUS) у Альберті, Канада.

## Оператори
- Британська армія: 146 отримано для використання у полках Королівської армії (1965–95)
- Індійська армія: 80 на службі Полку Артилерії (в тому числі 68 Value Engineered Abbots які було отримано у 1960—ті)

## У культурі
- Комік Росс Нобл  3 липня 2011 у передачі BBC Top Gear показав, що має FV433. Він також сказав, що транспортний засіб звільнено від лондонського протизаторного збору.
- Машину використовували у серіалі Gary: Tank Commander на BBC Scotland як «Танк».
- Машину також показували у фінальній серії серіалу Spaced.
- У фільмі 2012 Темний лицар повертається бійці національної гвардії США розгорнули два САУ Abbot на мосту Ґотем-Сіті під час протистояння з найманцями Бейна.
- FV433 Abbot є преміумною САУ третього та четвертого рівня у грі Armored Warfare